# Synaptolaemus
Genre
Synaptolaemus est un genre de poissons d'eau douce de la famille des Anostomidae (ordre des Characiformes).

## Répartition
Les espèces du genre Synaptolaemus se rencontrent en Amérique du Sud.

## Liste des espèces
Selon World Register of Marine Species (7 octobre 2023) :
- Synaptolaemus cingulatus Myers & Fernández-Yépez, 1950
- Synaptolaemus latofasciatus (Steindachner, 1910)

## Systématique
Le nom valide complet (avec auteur) de ce taxon est Synaptolaemus Myers & Fernández-Yépez (d), 1950.

## Publication originale
- (en) G. S. Myers, « Studies on South American fresh-water fishes. II. The genera of anostomine characids », Standford Ichthyological Bulletin, Californie, vol. 3, no 4,‎ 1950, p. 184-198.